# Uno Lundberg
Knut Uno Gustaf Lundberg, född 8 oktober 1907 i Lund i dåvarande Malmöhus län, död 1 augusti 1997 i Sankt Görans församling i Stockholm, var en svensk läkare. Han är far till Ingar Palmlund.
Uno Lundberg, vars föräldrar var handlanden Alfred Lundberg och Karin Olsson, blev medicine licentiat vid Lunds universitet 38 och medicine doktor 1955. Han hade förordnanden vid Kullbergska sjukhuset i Katrineholm och Ryhovs sjukhus i Jönköping 1938, var praktiserande läkare i Vinslöv 1939–1944, läkare vid mödra- och barnavårdsstationen i Vinslöv 1940–1944, distriktsdispensärläkare 1943–1944, praktiserande läkare i Lidköping 1944 samt praktiserande läkare i Stockholm från 1957.
Lundberg var flottiljläkare vid Skaraborgs flygflottilj 1950–1957, förste flygläkare vid FV 1957 och förste stabsflygläkare från 1962. Han var intendent vid Lundsbrunns kurort 1945–1946, anstaltsläkare vid Höra vårdhem för sinnesslöa 1947–1957 och förtroendeläkare vid Skaraborgs läns centralsjukkassa 1955–1957.
I Sveriges militärläkarförening skötte Uno Lundberg ordförandesysslan från 1960. Han författade skrifter rörande medicin, medicinhistoria, genealogi och ortshistoria.
Uno Lundberg gifte sig 1937 med Gunn Forsman (1908–1973), dotter till häradsdomaren Otto Forsman och Elin Svensson. De fick barnen Ingar 1938, Göran 1940, Lars 1942 och Rangela 1942. Makarna Lundberg är begravda på Forshems kyrkogård.